# Oliver Graute
Oliver Graute (* 22. September 1971 in Mülheim an der Ruhr) ist ein deutscher Verleger, Autor und Künstler im Bereich Fantasy/Rollenspiel.
Graute studierte Grafikdesign und zog 1994 nach Pforzheim. Seit 1996 war er u. a. mit Oliver Hoffmann Teilhaber am inzwischen eingestellten Verlag für phantastische Literatur Feder & Schwert in Mannheim. Heute arbeitet Graute als freiberuflicher Designer.
Er ist einer der Erfinder und der Designer des Rollenspiels Engel. Für dessen Hintergrundwelt verfasste er u. a. auch Teile des Romans Exodus sowie die Romane Deus vult und Apocalyptica. 2011 übernahm er den Vorsitz des Vereins Phantastische Akademie e. V., der sich der Förderung phantastischer Literatur im deutschsprachigen Raum widmet. Der Verein verleiht unter anderem den Literaturpreis SERAPH für Nachwuchstalente der phantastischen Literatur.

## Werke

### Regelwerke
- Oliver Graute u. a.: Die Chroniken der Engel – Grundregelwerk Feder und Schwert, Mannheim 2002, ISBN 3-937255-29-X.
- Oliver Graute: Traumsaat [die Tagebücher des Monstermalers Fra Domenico]. Feder und Schwert, Mannheim 2002, ISBN 978-3-935282-46-8
- Oliver Graute u. a.: Ordensbuch: Michaeliten. Feder und Schwert, Mannheim [2002?] ISBN 978-3-935282-47-5
- Verena Stöcklein, Oliver Graute:  Ordensbuch: Gabrieliten. Feder und Schwert, Mannheim 2003, ISBN 978-3-935282-70-3
- Oliver Graute u. a.: Engel – Grundregelwerk 2.0. Feder und Schwert, Mannheim 2005, ISBN 978-3-937255-29-3

### Romane
- Graute, Hoffmann, Mosler, Plische, Nöth, Stöcklein: Exodus. Feder und Schwert, Mannheim 2006, ISBN 978-3-937255-70-5
- Oliver Graute: Deus vult. Feder und Schwert, Mannheim 2007, ISBN 978-3-86762-012-3
- Oliver Graute: Apocalyptica. Feder und Schwert, Mannheim 2010, ISBN 978-3-86762-060-4